# Ptychomnion
Ptychomnion là một chi rêu trong họ Ptychomniaceae.